# RebeldeMule
RebeldeMule es una plataforma digital cuyo propósito es elaborar y presentar un repositorio ordenado y documentado de películas de ficción, películas de no ficción, programas (así se emitan por radio, internet o televisión convencional), libros, cómics, publicaciones (revistas, prensa), música, juegos electrónicos o de mesa y otros bienes culturales que sirvan para la comprensión rigurosa y crítica de los procesos sociales. Para ello, facilita enlaces de descarga operada en redes P2P.
La plataforma está comprometida con orientaciones manifiestamente socialistas, en el sentido amplio del concepto, esto es, todo el campo teórico y político desde las corrientes ácratas a las socialdemócratas, por lo que se guarda de presentar los materiales del repositorio según estas orientaciones.
En tanto plataforma inscrita en el denominado "movimiento por la cultura libre", no admite publicidad comercial, ni ninguna forma de lucro ligada a su actividad. Está sostenida con trabajo militante. Su regulación interna depende de un comité, que conserva su arquitectura, difunde sus contenidos por las redes digitales y sufraga los costes del espacio.

## Historia
El nacimiento de RebeldeMule se gestó a partir de dos publicaciones en foros de discusión de internet. El 11 de octubre de 2004, en el foro DivXClásico, un mensaje invitaba a compilar todo el material localizable en las redes P2P de corte anarquista, aunque sin cerrarse a aportaciones de otras corrientes. El 11 de diciembre de 2004, se invitaba a un esfuerzo semejante en el foro de alasbarricadas.org. El éxito de estas convocatorias determinó a varios usuarios a cruzarlas en un tercer espacio. Con esta premisa, a principios de 2006, se empezó a gestar Rebeldemule como proyecto.
En un primer momento se alojó en miarroba en forma de un foro provisional. No tardó en migrar a un servidor más acorde con su filosofía. Es entonces que se liga a Nodo50 como un foro phpBB apoyado por una página web que le hace las veces de portada, formato que mantiene hasta la actualidad. Se puede fechar el nacimiento público de la plataforma en los primeros días de abril de 2006. El 14 de julio de 2006, Rebeldemule ya contaba con un dominio propio. En pocos meses, la propia inercia del espacio confirmaba a la plataforma como una referencia no sólo para las tendencias anarquistas, sino para todas aquellas comprometidas con distintas estrategias de superación del capitalismo.
Hacia 2009, fue nombrado un comité que regula su vida interna, se confirmó el pluralismo político y se sustituyó el estilo irregular de publicación por una lógica más afín a la biblioteconomía, logrando que, a la fecha (2023), la plataforma cuente con cerca de 8.000 entradas.